# Los Angeles Convention Center
Il Los Angeles Convention Center è un centro espositivo situato nella parte meridionale del quartiere Downtown della città di Los Angeles in prossimità dello Staples Center e di L.A. Live.
Il centro è famoso in tutto il mondo poiché ospita annualmente importanti eventi come il Salone dell'automobile di Los Angeles, l'Electronic Entertainment Expo e l'Anime Expo.
Il Los Angeles Convention Center fu progettato dall'architetto Charles Luckman e aperto al pubblico nel 1971; subì delle ristrutturazioni che lo espansero nel 1993 e nel 1997. Si tratta di uno dei più grandi centri espositivi degli Stati Uniti, avendo più di 67.000 m² di spazio espositivo e 299 sale per incontri.